# Blocco Studentesco
Blocco Studentesco (BS) é uma organização política neofascista. Trata-se da organização de juventude do CasaPound, sendo constituída por jovens com mais de 15 e menos de 30 anos. A organização foi fundada por Francesco Polacchi.